# Bruno Osimo
Bruno Osimo (né le 14 décembre 1958 à Milan) est un  chercheur et auteur italien.

## Biographie
Bruno Osimo a publié diverses publications d'études de traduction et de fiction. Il est disciple du professeur de traductologie Peeter Torop (en) et traducteur du russe et l'anglais vers l'italien. Il a développé les théories de Charles Sanders Peirce, Lev Vygotski et de Roman Jakobson. Il a dirigé l'édition italienne des œuvres de Lyudskanov, Popovic, Torop. Il est l'auteur d'un cours de traduction en ligne publié sur le site du Groupe Logos. Il a publié un roman, Dizionario affettivo della lingua ebraica. Il est membre de l'EST, la Société européenne d'études de traduction.

## Œuvres
- Traduzione e nuove tecnologie. Informatica e internet per traduttori, Milan, Hoepli, 2001
- Storia della traduzione, Milan, Hoepli, 2002
- Logos Online Translation course, 2000-2004
- Traduzione a qualità, Milan, Hoepli, 2004
- La traduzione saggistica dall’inglese, Milan, Hoepli, 2006
- Propedeutica della traduzione, Milan, Hoepli, 2010
- Dizionario affettivo della lingua ebraica, Milan, Marcos y Marcos, 2011

## Crédit d'auteurs
- (en) Cet article est partiellement ou en totalité issu de l’article de Wikipédia en anglais intitulé « Bruno Osimo » (voir la liste des auteurs).